# Shinjitai
Shinjitai (jap. 新字体 ‚neue Zeichenform‘) ist die neue Form der in Japan verwendeten Kanji, die 1946 bei der Schriftreform eingeführt wurde. Die ursprünglichen bis dahin verwendete Zeichen werden Kyūjitai („alte Zeichen“, 旧字体 bzw. 舊字體) genannt und sind identisch mit den traditionellen Langzeichen im historischen Ursprungsland China (ab 1956 1. Phase der Schriftzeichenreform).
Bei dieser Reform des japanischen Bildungsministeriums wurden 1950 „Alltags-Kanji“ (Tōyō-Kanji) aufgelistet, deren Aufbau und Striche teilweise vereinfacht wurden. Alle so reformierte neue Kanji, die von offizieller Stelle bestätigt wurden, wurden schließlich 1981 in die Liste des „Kanji zum Allgemeingebrauch“ (Jōyō-Kanji) aufgenommen. 2010 fand die letzte Überarbeitung dieser Liste statt.
Auch in der Volksrepublik China wurden ab den späten 1950ern die Schriftzeichen nach und nach in verschiedenen Reformschritten vereinfacht (Kurzzeichen), jedoch oft mit anderen Formen und in weit größerem Umfang.

## Beispiele
| Ursprüngliches Zeichen | Neues Zeichen | On    | Kun      | Bedeutung                                        | Chinesisches Kurzzeichen |
| ---------------------- | ------------- | ----- | -------- | ------------------------------------------------ | ------------------------ |
| 鐵                     | → 鉄          | TETSU | kurogane | Eisen                                            | 铁                       |
| 與                     | → 与          | YO    | ata.eru  | geben                                            | 与                       |
| 學                     | → 学          | GAKU, | mana.bu  | lernen                                           | 学                       |
| 體                     | → 体          | TAI   | karada   | Körper                                           | 体                       |
| 澤                     | → 沢          | TAKU  | sawa     | Sumpf, Bach                                      | 泽                       |
| 臺                     | → 台          | TAI   | utena    | Ständer, Tai(-wan)                               | 台                       |
| 國                     | → 国          | KOKU  | kuni     | Land                                             | 国                       |
| 關                     | → 関          | KAN,  | seki     | Barriere                                         | 关                       |
| 寫                     | → 写          | SHA   | utsu.su  | fotografiert werden; fotografieren / abschreiben | 写                       |
| 廣                     | → 広          | KŌ    | hiro.i   | weit, breit                                      | 广                       |
| 圓                     | → 円          | EN    | maru.i   | Kreis, Yen rund                                  | 圆                       |